# De-Loused in the Comatorium
De-Loused in the Comatorium er titlen på det første album fra amerikanske The Mars Volta. Albummet blev udgivet i 2003.